# Odmar Neumann
Odmar Neumann (* 13. Juli 1942 Frankfurt/Main; † 25. Februar 2013 in Bielefeld) war ein deutscher Psychologe und Hochschullehrer.

## Werdegang
Odmar Neumann studierte Psychologie an den Universitäten Tübingen, Frankfurt/Main und Münster. Das Vordiplom legte er 1964 in Tübingen ab, das Hauptdiplom in Münster. Er promovierte im Juli 1980 an der Ruhr-Universität Bochum bei Oskar Graefe mit einer Arbeit zu Untersuchungen zur Funktionsgrundlage des Stroop-Interferenzphänomens.
Im akademischen Jahr 1987/88 war er Fellow am Netherlands Institute for Advances Studies in the Humanities and Social Sciences (NIAS) in Wassenaar.
Er habilitierte sich 1991 an der Ludwig-Maximilians-Universität München mit einer Arbeit über „Konzepte der Aufmerksamkeit: Entstehung, Wandlungen und Funktionen eines psychologischen Begriffs“. Nach Lehrstuhlvertretungen an der TU Braunschweig, der RWTH Aachen und der Universität Bielefeld wurde er Professor für Allgemeine Psychologie I an der Universität Bielefeld.

## Forschung
Zu Odmar Neumanns Forschungsschwerpunkten gehörten (visuelle) Aufmerksamkeit, die Verarbeitung nichtbewusster Information und Fragen der Handlungssteuerung. In diesen leistete er nicht nur experimentelle Beiträge, etwa zum Stroop-Effekt, zur Metakontrast-Maskierung und zum sensomotorischen oder Response Priming, sondern auch geschichtliche Aufarbeitungen und bedeutende theoretische Klärungen. Er prägte eine Erklärung visueller Aufmerksamkeit, die die Selektionsnotwendigkeit nicht aus begrenzter Kapazität wahrnehmungsbezogener Prozesse (selection for perception), sondern aus den begrenzten Handlungsmöglichkeiten erklärt (selection for action). Durch seine Beiträge zu Priming und zur Metakontrast-Dissoziation prägte er früh und entscheidend die internationale Forschung zur Verarbeitung nichtbewusster Information. Mit der Theorie der direkten Parameterspezifikation entwickelte er eine Erklärung für Handlungssteuerung durch nichtbewusste Information.

## Veröffentlichungen (Auswahl)
- Odmar Neumann: Automatic Processing: A Review of Recent Findings and a Plea for an Old Theory. In: Wolfgang Prinz, Andries F. Sanders (Hrsg.): Cognition and Motor Processes. Springer, Berlin, Heidelberg 1984, ISBN 978-3-642-69384-7, S. 255–293, doi:10.1007/978-3-642-69382-3_17.
- Odmar Neumann: Die Hypothese begrenzter Kapazität und die Funktionen der Aufmerksamkeit (= Odmar Neumann [Hrsg.]: Perspektiven der Kognitionspsychologie. Lehr- und Forschungstexte Psychologie. Band 15). Springer, Berlin, Heidelberg 1985, ISBN 978-3-540-15841-7, S. 185–229, doi:10.1007/978-3-642-70747-6_6.
- Odmar Neumann: Direct parameter specification and the concept of perception. In: Psychological Research. Band 52, 1990, S. 207–215, doi:10.1007/BF00877529.
- Odmar Neumann: Visual Attention and Action. In: Odmar Neumann, Wolfgang Prinz (Hrsg.): Relationships between perception and action. Springer, Berlin, Heidelberg 1990, ISBN 978-3-642-75350-3, S. 227–267, doi:10.1007/978-3-642-75348-0_9.
- Odmar Neumann: Theorien der Aufmerksamkeit: Von Metaphern zu Mechanismen. In: Psychologische Rundschau. Band 43, Nr. 2, 1992, S. 83–101.
- Odmar Neumann: Zum gegenwärtigen theoretischen Umbruch in der Kognitionspsychologie. In: Merkur. Deutsche Zeitschrift für europäisches Denken. Nr. 514, 1992, S. 48–60.
- Odmar Neumann: Theories of attention (= Odmar Neumann, Andries F. Sanders [Hrsg.]: Handbook of perception and action. 3 Attention). Academic Press, 1996, S. 389–446.
- Werner Klotz, Odmar Neumann: Motor activation without conscious discrimination in metacontrast masking. In: Journal of Experimental Psychology: Human Perception and Performance. Band 25, Nr. 4, 1999, S. 976–992, doi:10.1037/0096-1523.25.4.976.

## Belege
1. ↑  https://trauer.nw.de/traueranzeigen-suche/neumann,-odmar/erscheinungstag-2013
2. 1 2 3  Lebenslauf aus dem Universitätsarchiv Bielefeld, Akte S 110
3. 1 2  Im Katalog der Ruhr-Universität Bochum unter rub.1991420
4. ↑  Werner Klotz, Odmar Neumann: Motor activation without conscious discrimination in metacontrast masking. In: Journal of Experimental Psychology: Human Perception and Performance. Band 25, Nr. 4, 1999, S. 976–992, doi:10.1037/0096-1523.25.4.976.
5. ↑  Odmar Neumann, Andries F. Sanders (Hrsg.): Attention (= Handbook of perception and action. Band 3). Academic Press, 1996.
6. ↑  Odmar Neumann: Visual Attention and Action. In: Odmar Neumann, Wolfgang Prinz (Hrsg.): Relationships between perception and action. Springer, Berlin, Heidelberg 1990, ISBN 978-3-642-75350-3, S. 227–267, doi:10.1007/978-3-642-75348-0_9.
7. ↑  https://www.pressebox.de/inaktiv/universitaet-ulm/Mission-Raetsel-Bewusstsein-loesen-800000-Euro-fuer-Projektnetzwerk-zur-Bewusstseinsforschung/boxid/146703
8. ↑  Odmar Neumann: Direct parameter specification and the concept of perception. In: Psychological Research. Band 52, 1990, S. 207–215, doi:10.1007/BF00877529.

| Personendaten    | Personendaten                            |
| ---------------- | ---------------------------------------- |
| NAME             | Neumann, Odmar                           |
| KURZBESCHREIBUNG | deutscher Psychologe und Hochschullehrer |
| GEBURTSDATUM     | 13. Juli 1942                            |
| GEBURTSORT       | Frankfurt/Main                           |
| STERBEDATUM      | 25. Februar 2013                         |
| STERBEORT        | Bielefeld                                |